# World Qualifying Series 2009
Les World Qualifying Séries 2009 sont un championnat de surf hommes et un championnat de surf femmes qui en fin de saison qualifieront les meilleurs pour l'élite : l'ASP World Tour 2010. 

## Hommes

### Calendrier
| Date                        | Étoiles | Lieu                                          | Pays           | Compétition                         | Vainqueur                    |
| --------------------------- | ------- | --------------------------------------------- | -------------- | ----------------------------------- | ---------------------------- |
| 12 Jan - 18 Jan             | 4       | Sebastian Inlet, Floride                      | États-Unis     | O'Neill Sebastian Inlet Pro         | Nathaniel Curran États-Unis  |
| 23 Jan - 25 Jan             | 2       | San Bartolo, Lima                             | Pérou          | Copa Movistar                       | Rafael Pereira Venezuela     |
| 9 Fev - 15 Fev              | 5       | Fernando de Noronha                           | Brésil         | Hang Loose Pro                      | Bruno Santos Brésil          |
| 18 Mar - 22 Mar             | 2       | Merewether, Newcastle, Nouvelle-Galles du Sud | Australie      | Mister Pro                          | Travis Logie Afrique du Sud  |
| 23 Mar - 29 Mar             | 6       | Tasmanie                                      | Australie      | O'Neill Coldwater Classic           | Jordy Smith Afrique du Sud   |
| 25 Mar - 29 Mar             | 6       | Huntington Beach, Californie                  | États-Unis     | Van's Pier Classic                  | Mike Losness États-Unis      |
| 29 Mar - 5 avr              | 6 Prime | Margaret River, Australie-Occidentale         | Australie      | Drug Aware Pro                      | Daniel Ross Australie        |
| 6 avr - 12 avr              | 4       | Bretignolles-sur-Mer, Vendée                  | France         | Protest Vendée Pro                  | Joan Duru France             |
| 20 Avr - 26 Avr             | 6 Prime | New Pier (mobile), Durban                     | Afrique du Sud | Quiksilver Pro Durban               | Andre Jadson Brésil          |
| 21 Avr - 26 Avr             | 6       | Carcavelos, Lisbonne                          | Portugal       | Estoril Quiksilver Pro              | Alejo Muniz Brésil           |
| 28 Avr - 2 mai              | 6 Prime | Lowers Trestles, Californie                   | États-Unis     | 6.0 Lower's Pro                     | F. Patacchia Hawaï           |
| 29 Avr - 6 mai              | 6 Prime | Thurso                                        | Écosse         | O'Neill Highland Open               | Adam Melling Australie       |
| 15 mai - 17 mai             | 1       | Durban                                        | Afrique du Sud | Lizzard Nandos Surf Pro             | Royden Bryson Afrique du Sud |
| 2 juin - 7 juin             | 3       | El Gringo                                     | Chili          | Rusty Arica Pro Challenge           | Gabriel Villaran Pérou       |
| 8 juin - 14 juin            | 6 Prime | Pasta Point                                   | Maldives       | SriLankan Airlines Pro              | Owen Wright Australie        |
| 20 juin - 24 juin           | 4       | Le Cap                                        | Afrique du Sud | O'Neill Coldwater Classic           | Blake Thornton Australie     |
| 29 juin - 5 juillet         | 6       | Ballito                                       | Afrique du Sud | Mr Price Pro Ballito                | Tanner Gudauskas États-Unis  |
| 7 juillet - 12 juillet      | 6       | Florianópolis, Santa Catarina                 | Brésil         | Maresia Surf International          | Gabriel Medina Brésil        |
| 9 juillet - 12 juillet      | 1       | Cordoama                                      | Portugal       | Cordoama O'Neill Pro                | Gordon Fontaine France       |
| 14 juillet - 19 juillet     | 6       | Itauna, Saquarema                             | Brésil         | Rip Curl Saquarema Pro              | Neco Padaratz Brésil         |
| 20 juillet - 26 juillet     | 6       | Huntington Beach, Californie                  | États-Unis     | Hurley US Open of Surfing           | Brett Simpson États-Unis     |
| 4 août - 9 août             | 5       | Fistral Beach, Newquay                        | Angleterre     | Relentless Boardmasters             | Daniel Ross Australie        |
| 12 août - 19 août           | 3       | Puerto Escondido                              | Mexique        | Quiksilver PE Pro                   | Clay Marzo Hawaï             |
| 15 août - 22 août           | 1       | Ala Moana Bowls, Oahu                         | Hawaï          | Sponsor Me Hawaii                   | Flynn Nowak Hawaï            |
| 17 août - 23 août           | 2       | Kitaizumi, Fukushima                          | Japon          | Murasaki Pro Kitaizumi              | Teppei Tajima Japon          |
| 17 août - 23 août           | 6       | Lacanau, Gironde                              | France         | Soöruz Lacanau Pro                  | Joan Duru France,            |
| 25 août - 30 août           | 6       | Açores                                        | Portugal       | Azores Islands Pro                  | William Cardoso Brésil       |
| 1er septembre - 6 septembre | 5       | Zarautz, Pays basque                          | Espagne        | San Miguel Pro Zarautz              | Gony Zubizarreta Espagne     |
| 8 septembre - 13 septembre  | 5       | Pantin                                        | Espagne        | Ferrolterra Movistar Pantin Classic | William Cardoso Brésil       |
| 24 septembre - 27 septembre | 4       | Tsurigasaki, Ichinomiya (Chiba)               | Japon          | Billabong Tsurigasaki Pro           | Parrish Byrne Australie      |
| 28 septembre - 4 octobre    | 6       | Guajura, São Paulo                            | Brésil         | Local Motion Guaruja Surf Pro       | Renato Galvao Brésil         |
| 5 octobre - 11 octobre      | 6       | Arpoador, Rio de Janeiro                      | Brésil         | Rio Surf International              | Simao Romao Brésil           |
| 9 octobre - 12 octobre      | 2       | Miyazaki                                      | Japon          | Malibu Hyuga Pro                    | Izuki Tanaka Japon           |
| 21 octobre - 25 octobre     | 2       | Confital, îles Canaries                       | Espagne        | Movistar Ocean & Earth Pro          | Jonathan Gonzales Espagne    |
| 22 octobre - 25 octobre     | 3       | Salvador, Bahia                               | Brésil         | Eco Surf Festival                   | Marcio Farney Brésil         |
| 25 octobre - 31 octobre     | 6       | Tofino, Vancouver                             | Canada         | O'Neill Coldwater Classic           | Peter Devries Canada         |
| 1er novembre - 7 novembre   | 6 Prime | San Juan, Lanzarote, îles Canaries            | Espagne        | Santa Pro                           | Drew Courtney Australie      |
| 2 novembre - 8 novembre     | 6 Prime | Santa Cruz, Californie                        | États-Unis     | O'Neill Coldwater Classic           | Nathan Yeomans États-Unis    |
| 30 octobre - 10 novembre    | 2       | Sunset Beach, Oahu                            | Hawaï          | Xcel Pro                            | Hank Gaskell Hawaï           |
| 12 nov. - 23 nov.           | 6 Prime | Haleiwa, Oahu                                 | Hawaï          | Reef Hawaiian Pro                   | Joel Centeio Hawaï           |
| 24 nov. - 6 déc.            | 6 Prime | Sunset Beach, Oahu                            | Hawaï          | O'Neill World Cup                   | Joël Parkinson Australie     |

### Classement
Classement au 05/10/2009 après 31 épreuves (Guajura). 

Seuls les 7 meilleurs résultats sont pris en compte.
Les 15 premiers accèdent au WCT en remplacement des 15 derniers du WCT.
| Classement | Évolution       | Nom               | Pays                | Points | 1    | 2    | 3     | 4    | 5    | 6    | 7    | Remarques |
| ---------- | --------------- | ----------------- | ------------------- | ------ | ---- | ---- | ----- | ---- | ---- | ---- | ---- | --------- |
| 1          | Pas d'évolution | Daniel Ross       | Australie           | 14975  | 3500 | 2275 | 2275  | 2000 | 1925 | 1625 | 1375 |           |
| 2          | Pas d'évolution | Jadson Andre      | Brésil              | 14813  | 3500 | 2625 | 2188  | 1875 | 1625 | 1625 | 1375 |           |
| 3          | Pas d'évolution | Owen Wright       | Australie           | 14388  | 3500 | 3063 | 1925  | 1625 | 1625 | 1375 | 1225 | Junior    |
| 4          | (5)             | Patrick Gudauskas | États-Unis          | 13551  | 3063 | 2188 | 1875  | 1875 | 1625 | 1625 | 1300 |           |
| 5          | (4)             | Adam Melling      | Australie           | 13026  | 3500 | 3063 | 1625  | 1375 | 1225 | 1138 | 1100 |           |
| 6          | Pas d'évolution | Matt Wilkinson    | Australie           | 12150  | 2625 | 1875 | 1875  | 1875 | 1375 | 1300 | 1225 |           |
| 7          | Pas d'évolution | Joan Duru         | France              | 12050  | 2625 | 2500 | 1500  | 1375 | 1375 | 1375 | 1300 | Junior    |
| 8          | (13)            | Blake Thornton    | Australie           | 11925  | 2625 | 2275 | 1750  | 1575 | 1500 | 1225 | 975  |           |
| 9          | (8)             | Brett Simpson     | États-Unis          | 11863  | 2500 | 1925 | 1925  | 1625 | 1375 | 1375 | 1138 |           |
| 10         | (9)             | Travis Logie      | Afrique du Sud      | 11851  | 2275 | 2188 | 1925  | 1625 | 1575 | 1138 | 1125 |           |
| 11         | (10)            | Austin Ware       | États-Unis          | 11575  | 2625 | 1875 | 1625  | 1625 | 1375 | 1225 | 1225 |           |
| 12         | (11)            | Dusty Payne       | Hawaï               | 11425  | 2275 | 1925 | 1875  | 1625 | 1375 | 1225 | 1125 |           |
| 13         | (165)           | Glenn Hall        | Irlande             | 11200  | 2275 | 1625 | 1575  | 1500 | 1500 | 1500 | 1225 |           |
| 14         | (17)            | William Cardoso   | Brésil              | 11151  | 2500 | 2000 | 1875  | 1375 | 1138 | 1138 | 1125 |           |
| 15         | Pas d'évolution | Luke Monro        | Australie           | 11139  | 3063 | 2625 | '1300 | 1300 | 1225 | 813  | 813  |           |
| ...        | ...             | ...               | ...                 | ...    | ...  | ...  | ...   | ...  | ...  | ...  |      |           |
| 27         | (31)            | Romain Cloitre    | France              | 9238   | 2275 | 1875 | 1375  | 1125 | 1100 | 788  | 700  | Junior    |
| 40         | (41)            | Alain Riou        | Polynésie française | 7926   | 1925 | 1375 | 1138  | 1125 | 875  | 788  | 700  |           |
| 61         | (59)            | Éric Rebière      | France              | 6807   | 1975 | 1125 | 1100  | 825  | 813  | 625  | 394  |           |
| 67         | (65)            | Hugo Savalli      | La Réunion          | 6463   | 1575 | 875  | 875   | 875  | 825  | 813  | 625  |           |
| 73         | (71)            | Patrick Beven     | France              | 6390   | 1138 | 1125 | 900   | 813  | 813  | 813  | 788  |           |
| 79         | (76)            | Christophe Allary | La Réunion          | 6176   | 2275 | 788  | 650   | 650  | 625  | 625  | 563  |           |
| 94         | (105)           | Tim Boal          | France              | 5575   | 2625 | 1625 | 875   | 450  |      |      |      |           |

## Femmes

### Calendrier
Sera rédigé au fil de la saison
| Date              | Étoiles | Lieu                                          | Pays           | Compétition             | Vainqueur                     |
| ----------------- | ------- | --------------------------------------------- | -------------- | ----------------------- | ----------------------------- |
| 30 Jan - 1 Fev    | 2       | San Bartolo, Lima                             | Pérou          | Copa Movistar           | Sofía Mulánovich Pérou        |
| 18 Mar - 22 Mar   | 2       | Merewether, Newcastle, Nouvelle-Galles du Sud | Australie      | Maitland Toyota Open    | Philippa Anderson Australie   |
| 30 Mar - 5 avr    | 5       | Margaret River, Australie-Occidentale         | Australie      | Drug Aware Pro          | Melanie Redman-Carr Australie |
| 7 avr - 15 avr    | 4       | Pipeline, Oahu, Hawaï                         | États-Unis     | Women's Pipeline Pro    | Claire Bevilacqua Australie   |
| 1er mai - 3 mai   | 6       | Guincho, Cascais                              | Portugal       | Estoril Billabong Girls | Sally Fitzgibbons Australie   |
| 27 juin - 28 juin | 5       | Ballito                                       | Afrique du Sud | Mr Price Pro Ballito    | 24 concurrentes à égalité 19e |

### Classement
Classement au 29/06/2009 après 6 épreuves (Ballito Pro). 
Seuls les 5 meilleurs résultats sont pris en compte.
Les 7 premières accèdent au WCT en remplacement des 7 dernières du WCT.
| Classement | Évolution       | Nom                   | Pays             | Points | 1    | 2    | 3    | 4    | 5   | Remarques |
| ---------- | --------------- | --------------------- | ---------------- | ------ | ---- | ---- | ---- | ---- | --- | --------- |
| 1          | Pas d'évolution | Carissa Moore         | Hawaï            | 5820   | 2160 | 1600 | 1200 | 860  | 0   |           |
| 1          | Pas d'évolution | Coco Ho               | Hawaï            | 5820   | 2520 | 2100 | 1200 | 0    | 0   | 6e ASP    |
| 3          | Pas d'évolution | Claire Bevilacqua     | Australie        | 5600   | 1800 | 1600 | 1200 | 1000 | 0   |           |
| 4          | Pas d'évolution | Ornella Pellizzari    | Argentine        | 4925   | 1560 | 1300 | 1200 | 500  | 365 |           |
| 5          | Pas d'évolution | Jessi Miley-Dyer      | Australie        | 4860   | 2160 | 1300 | 1200 | 200  | 0   | 3e ASP    |
| 6          | Pas d'évolution | Paige Hareb           | Nouvelle-Zélande | 4800   | 1800 | 1800 | 1200 | 0    | 0   | 3e ASP    |
| 7          | Pas d'évolution | Lee-Ann Curren        | France           | 4760   | 1600 | 1560 | 1200 | 400  | 0   |           |
| 8          | (9)             | Amandine Sanchez      | France           | 4660   | 1500 | 1440 | 1200 | 320  | 200 |           |
| 9          | (10)            | Nikita Robb           | Afrique du Sud   | 4570   | 1920 | 1200 | 1200 | 250  | 0   |           |
| 10         | (11)            | Amee Donohoe          | Australie        | 4490   | 1600 | 1440 | 1200 | 250  | 0   | 13e ASP   |
| ...        | ...             | ...                   | ...              | ...    | ...  | ...  | ...  | ...  | ... | ...       |
| 21         | (28)            | Pauline Ado           | France           | 3700   | 1300 | 1200 | 1200 | 0    | 0   |           |
| 32         | (40)            | Caroline Sarran       | France           | 2980   | 1080 | 1000 | 900  | 0    | 0   |           |
| 39         | (46)            | Anne-Cécile Le Tallec | France           | 2520   | 1000 | 720  | 600  | 200  | 0   |           |
| 53         | (45)            | Justine Dupont        | France           | 1560   | 1560 | 400  | 0    | 0    | 0   |           |
| 59         | (NC)            | Johanne Defay         | France           | 1200   | 1200 | 0    | 0    | 0    | 0   |           |